# William McCall (acteur)
Pour les articles homonymes, voir William McCall.
William McCall, né le 19 mai 1870, mort le 10 janvier 1938, est un acteur américain, dont la carrière s'est déroulée entre 1918 et 1938.

## Filmographie
- 1918 : Huns and Hyphens (en)
- 1918 : Bears and Bad Men
- 1918 : Frauds and Frenzies (en)
- 1919 : Smashing Barriers (en)
- 1920 : The Suitor
- 1921 : Flower of the North
- 1921 : Where Men Are Men (en) de William Duncan
- 1921 : The Flower of the North
- 1922 : The Little Minister
- 1922 : Fortune's Mask
- 1922 : Across the Border
- 1922 : The Counter Jumper
- 1922 : The Snowshoe Trail
- 1922 : The Fighting Guide
- 1922 : Angel of Crooked Street
- 1922 : When Danger Smiles
- 1924 : The Phantom Horseman
- 1924 : Wanted by the Law
- 1924 : The Back Trail
- 1925 : The Red Rider
- 1925 : Ridin' Thunder
- 1925 : His Marriage Wow (it)
- 1926 : Flirty Four-Flushers
- 1927 : His First Flame
- 1927 : La Fierté de Pikeville (The Pride of Pikeville)
- 1927 : The Last Trail
- 1930 : Trailing Trouble
- 1930 : Under Texas Skies
- 1930 : The Lonesome Trail
- 1932 : Hidden Valley
- 1933 : Circle Canyon
- 1933 : Breed of the Border
- 1933 : The Barber Shop
- 1935 : Big Calibre
- 1935 : The Last of the Clintons
- 1935 : Lightning Triggers
- 1936 : The Speed Reporter
- 1937 : The Mysterious Pilot
- 1937 : Outlaws of the Prairie
- 1938 : Les Flibustiers